# Castillo de Esclañá
El Castillo de Esclañá, en Bagur, en el Bajo Ampurdán, está construido en época románica en el núcleo de Esclañá y conocido también como la torre de Esclañá. Su primera documentación data del 1362. 

## Estado de conservación
Se conserva en buen estado, si bien varias construcciones esconden los paramentos norte y oeste. En cuanto a sus características constructivas se trata de un elemento de planta rectangular, de gran altura, construido sobre la roca con hiladas seguidas de sillares.
La fachada de levante tiene un matacán al que da una apertura adintelada de arco de medio punto. Las almenas de coronamiento solo se han conservado en el lado norte.